# 中期防衛力整備計画 (2019)
中期防衛力整備計画（ちゅうきぼうえいりょくせいびけいかく）は、日本国自衛隊の国防計画。本記事では平成31年度（2019年4月）から令和5年度（2024年3月）までの中期防衛力整備計画（31中期防）について解説する。
なお、本計画は2022年（令和4年）12月16日の閣議決定をもって廃止され、防衛力整備計画 (2023)に引き継がれた。

## 概要
26中期防に基づく統合機動防衛力の方向性を深化させつつ、宇宙・サイバー・電磁波を含むすべての領域における能力を有機的に融合し、平時から有事までの段階における柔軟かつ戦略的な活動の常時継続的な実施を可能とする、「多次元統合防衛力の構築」を目指すとして、2019年（平成31年）度以降に係る防衛計画の大綱（30大綱）とともに2018年（平成30年）12月18日に閣議決定・公開された。
5年間の防衛力整備にかかる金額は27兆円程度とされており、過去最大級のものとなっている。

## 方針
加速する少子高齢化と人口の減少、厳しい予算等の現状に適切に対応するため、あらゆる分野において陸海空の統合を推進する。また、主に冷戦期に想定されていた大規模な陸上兵力を動員した着上陸侵攻のような侵略事態への備えについては、最小限の専門的知見や技能の維持・継承に必要な範囲に限り保持する。としている。
陸上自衛隊については、26中期防に引き続き作戦基本部隊の改革を推進する。従来の師団・旅団から機動力を向上させた編制に変えた「機動師団（旅団）」の新編（本中期防期間においては1個師団と2個旅団が対象）、戦車については北海道と九州に集約するとともに本州の戦車部隊が保有する74式戦車を順次廃止し16式機動戦闘車を保有する「偵察戦闘大隊」に改組する。また、各種の弾道ミサイルに対する脅威に備えるため陸上配備型イージスシステム（イージス・アショア）を秋田県と山口県に配備としていたが、安全保障環境により柔軟かつ効果的に対応していくためイージス・システム搭載艦2隻を整備することとされた。南西諸島情勢については石垣島などの防衛空白域に離島対処部隊および地対艦・地対空誘導弾部隊を配備する予定。
海上自衛隊については、1隻のヘリコプター搭載護衛艦と2隻のイージス・システム搭載護衛艦を中心として構成される4個群に加え、多様な任務への対応能力を向上させた新型護衛艦や掃海艦艇から構成される2個群を保持するとともに護衛艦部隊お呼び掃海部隊から構成される水上艦艇部隊を新編する。
航空自衛隊については、防空態勢の充実や効率的な運用を図るため、航空警戒管制部隊の増強（後述を参照）のほか、戦闘機部隊1個飛行隊の新編に向け、必要な措置を講ずる。また、航空総隊隷下に宇宙領域専門部隊1個隊を新編する。
なお、本大綱期間においては、重要性が低下した既存の組織および業務を見直し、宇宙・サイバー・電磁波といった新たな領域を中心に人員を充当するなどの組織や業務を最適化する取組を推進する。

## 組織改編
- 共通

1. 共同の部隊として海上輸送部隊1個群を新編
2. サイバー防衛部隊1個隊を新編
3. 自衛隊病院の拠点化・高機能化等の推進

- 陸上自衛隊

1. 陸上総隊隷下にサイバー部隊および電磁波作戦部隊を新編
2. 1個師団および2個旅団の機動師（旅）団化（即応機動連隊への改編）
3. 水陸機動団の強化（1個水陸機動連隊の新編等）
4. 火砲・戦車の集約・整理（方面直轄特科隊の新編）の推進
5. 南西諸島への部隊配備、駐屯地開設に向けた各種施策の推進
6. 島嶼防衛用高速滑空弾部隊の新編に向けた措置の実施
7. 各方面隊直轄の対戦車ヘリコプター部隊の縮小および配備の見直し

- 海上自衛隊

1. 水上艦艇部隊および哨戒艦部隊の新編

- 航空自衛隊

1. 宇宙領域専門部隊1個隊の新編
2. 航空警戒管制態勢の強化（1個警戒航空団の新編および8個警戒群20個警戒隊から28個警戒隊へ改編）[注 1]
3. 空中給油・輸送部隊1個隊の新編
4. 高射群編成の見直し（6個群編成から4個群編成へ）

## 主要装備調達計画
陸上自衛隊
| 装備                                                | 計画調達量 |
| --------------------------------------------------- | ---------- |
| 機動戦闘車                                          | 134両      |
| 装甲車                                              | 29両       |
| 新多用途ヘリコプター                                | 34機       |
| 輸送ヘリコプター(CH-47JA)                           | 3機        |
| 地対艦誘導弾                                        | 3個中隊    |
| 中距離地対空誘導弾                                  | 5個中隊    |
| 陸上配備型イージス・システム （イージス・アショア） | 2基        |
| 戦車                                                | 30両       |
| 火砲（迫撃砲を除く）                                | 40両       |

海上自衛隊
| 装備                                       | 計画調達量 |
| ------------------------------------------ | ---------- |
| 護衛艦                                     | 10隻       |
| 潜水艦                                     | 5隻        |
| 哨戒艦                                     | 4隻        |
| その他                                     | 4隻        |
| 固定翼哨戒機（P-1）                        | 12機       |
| 哨戒ヘリコプター（SH-60K/K（能力向上型）） | 13機       |
| 艦載型無人機                               | 3機        |
| 掃海・輸送ヘリコプター（MCH-101）          | 1機        |

航空自衛隊
| 装備                                            | 計画調達量 |
| ----------------------------------------------- | ---------- |
| 新早期警戒（管制）機（E-2D）                    | 9機        |
| 戦闘機（F-35A）                                 | 45機       |
| 戦闘機（F-15）能力向上                          | 20機       |
| 新空中給油・輸送機（KC-46A）                    | 4機        |
| 輸送機（C-2）                                   | 5機        |
| 地対空誘導弾ペトリオットの能力向上（PAC-3 MSE） | 16個高射隊 |
| 滞空型無人機（グローバルホーク）                | 1機        |

## 装備調達実績
共同
| 装備              | 2019 | 2020 | 2021+補正 | 2022 | 2023 | 合計 | 内容         |
| ----------------- | ---- | ---- | --------- | ---- | ---- | ---- | ------------ |
| 中型級船舶（LSV） | -    | -    | -         | 1隻  |      | 1隻  | ようこう型   |
| 小型級船舶（LCU） | -    | -    | -         | 1隻  |      | 1隻  | にほんばれ型 |

陸上自衛隊
| 装備                       | 2019    | 2020    | 2021+補正 | 2022    | 2023 | 合計         | 内容                             |
| -------------------------- | ------- | ------- | --------- | ------- | ---- | ------------ | -------------------------------- |
| 新小銃                     | -       | 3,283丁 | 3,342丁   | 2,928丁 |      | 9,553丁      | 20式5.56mm小銃                   |
| 新拳銃                     | -       | 323丁   | 297丁     | 303丁   |      | 923丁        | 9mm拳銃SFP9                      |
| 対人狙撃銃                 | 6丁     | 8丁     | -         | -       |      | 14丁         | M24A2対人狙撃銃                  |
| 迫撃砲                     | 6門     | 6門     | 6門       | 12門    |      | 30門         | 60mm迫撃砲(B)                    |
| 迫撃砲                     | 12門    | 6門     | 11門      | 19門    |      | 48門         | 120mm迫撃砲 RT                   |
| 戦車                       | 6両     | 12両    | -         | 6両     |      | 24両         | 10式戦車                         |
| 機動戦闘車                 | 22両    | 33両    | 22両      | 33両    |      | 110両        | 16式機動戦闘車                   |
| 装甲車                     | -       | -       | -         | -       |      |              | AMV XP                           |
| 火砲                       | 7両     | 7両     | 7両       | 7両     |      | 28両         | 19式装輪自走155mmりゅう弾砲      |
| 新多用途ヘリコプター       | 6機     | -       | 7機+13機  | -       |      | 26機         | UH-2                             |
| 輸送ヘリコプター           | -       | 3機     | -         | -       |      | 3機          | CH-47JA                          |
| 地対艦誘導弾               | 1式     | 1式     | 1個中隊   | -       |      | 2式+1個中隊  | 12式地対艦誘導弾                 |
| 短距離地対空誘導弾         | 1式     | -       | -         | -       |      | 1式          | 11式短距離地対空誘導弾           |
| 中距離地対空誘導弾         | 1個中隊 | 1個中隊 | 1個中隊   | 1個中隊 |      | 4個中隊      | 03式中距離地対空誘導弾（改善型） |
| 中距離多目的誘導弾         | 6セット | -       | -         | -       |      | 6セット      | 中距離多目的誘導弾               |
| 陸上配備型イージスシステム | 2基     | -       | -         | -       | -    | 配備計画中止 | イージス・アショア               |

海上自衛隊
| 装備                   | 2019    | 2020 | 2021+補正 | 2022 | 2023 | 合計  | 内容        |
| ---------------------- | ------- | ---- | --------- | ---- | ---- | ----- | ----------- |
| 護衛艦                 | 2隻     | 2隻  | 2隻       | 2隻  |      | 8隻   | もがみ型    |
| 潜水艦                 | 1隻     | 1隻  | 1隻       | 1隻  |      | 4隻   | たいげい型  |
| 哨戒艦                 | -       | -    | -         | -    |      |       | 1,900トン型 |
| 掃海艦                 | -       | 1隻  | -         | 1隻  |      | 2隻   | あわじ型    |
| 海洋観測艦             | -       | -    | -         | 1隻  |      | 1隻   | あかし型    |
| 音響測定艦             | -       | -    | -         | 1隻  |      | 1隻   | ひびき型    |
| 油槽船                 | （2隻） | -    | -         | -    |      | (2隻) | 1号型       |
| 固定翼哨戒機           | -       | 3機  | 3機+3機   | -    |      | 9機   | P-1         |
| 哨戒ヘリコプター       | -       | 7機  | -         | -    |      | 7機   | SH-60K      |
| 哨戒ヘリコプター       | -       | -    | -         | -    |      |       | SH-60L      |
| 艦載型無人機           | -       | -    | -         | -    |      |       |             |
| 救難飛行艇             | -       | -    | 1機       | -    |      | 1機   | US-2        |
| 掃海・輸送ヘリコプター | -       | -    | -         | 1機  |      | 1機   | MCH-101     |

航空自衛隊
| 装備                       | 2019  | 2020  | 2021+補正 | 2022  | 2023 | 合計  | 内容                            |
| -------------------------- | ----- | ----- | --------- | ----- | ---- | ----- | ------------------------------- |
| 戦闘機                     | 6機   | 3機   | 4機       | 8機   |      | 21機  | F-35A                           |
| 戦闘機                     | -     | 6機   | 2機       | 4機   |      | 12機  | F-35B                           |
| 輸送機                     | 2機   | -     | 1機+1機   | -     |      | 4機   | C-2                             |
| 新早期警戒(管制)機         | 9機   | -     | -         | -     |      | 9機   | E-2D                            |
| 新空中給油・輸送機         | -     | 4機   | -         | -     |      | 4機   | KC-46A                          |
| 戦闘機能力向上             | (2機) | -     | -         | (2機) |      | (4機) | F-15J                           |
| 戦闘機能力向上             | -     | (2機) | (2機)     | (2機) |      | (6機) | F-2                             |
| 滞空型無人機               | 1機   | -     | -         | -     |      | 1機   | RQ-4B                           |
| 救難ヘリコプター           | -     | 3機   | 5機       | -     |      | 8機   | UH-60JⅡ                         |
| ペトリオットシステムの改修 | 12式  | 8式   | -         | -     |      | 20式  | 地対空誘導弾ペトリオット(PAC-3) |